# 조지아 총리
조지아의 총리(조지아어: საქართველოს პრემიერ-მინისტრი)은 조지아의 각료를 구성하는 지위이며, 대통령의 보조관이기도 하다. 現 총리는 이라클리 코바히제이다. 조지아는 남캅카스에 위치해 있는 공화국으로서, 현재 조지아의 총리는 이원집정부제에 의한 정치 제도로 이어져, 대통령과 유사한 권한을 가지게 되었다.